# Trigonocidaris tuberculata
Trigonocidaris tuberculata is een zee-egel uit de familie Trigonocidaridae.
De wetenschappelijke naam van de soort werd in 1989 gepubliceerd door Markov.